# Petronas (général)
Pour l’article homonyme, voir Petronas.
Petronas (né vers 815, mort le 11 novembre 865) (grec : Πετρωνᾶς) est un général byzantin et un dirigeant aristocrate au milieu du IXe siècle. Oncle de l'empereur Michel III, il détient les titres de magistros et de patrice et dirige les corps d'élite de la Scholae et de la Vigla.

## Biographie
Petronas est le fils du drongaire Marinos et de Théoktiste. Il est le plus jeune frère de l'impératrice Théodora et de Bardas, oncle du basileus Michel III. Théophane continué mentionné trois autres sœurs du nom de Kalomarie, Sophie et Irène.
Sous Théophile, il est nommé drongaire de la tagma de la Vigla et élevé au rang de patrice. En 840 ou 842, l'empereur Théophile lui ordonne de décapiter le patrice Théophobos, un kurde khurramite ou un Perse converti qui est le général d'une armée qui l'a proclamé empereur à Sinope quelques années auparavant. Toutefois, en dépit de ses relations avec Théophile, il semble que l'empereur aurait fait déshabiller Petronas avant de le fouetter car il aurait fait construire un palais qui éclipse la maison d'une veuve. Le palais est ensuite détruit et les matériaux ainsi que le terrain sont laissés à la veuve,.

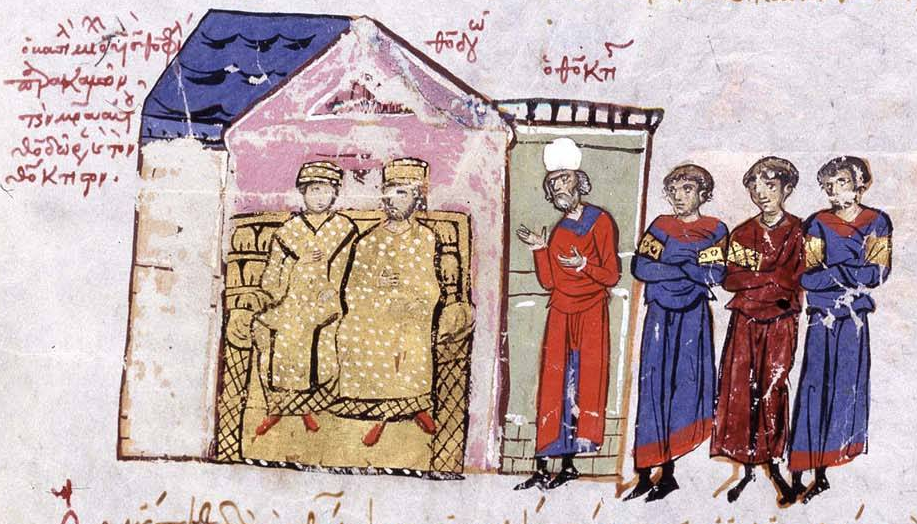
Michel III avec Théodora et Théoctiste.

Quand l'empereur Théophile meurt en 842, Théodora devient régente de son fils, l'empereur Michel III. Petronas aurait alors pressé Théodora de révoquer la politique iconoclaste de Théophile. Toutefois, il est mis sur la touche durant la régence de Théodora et du logothète Théoctiste. Quand l'empereur Michel III atteint l'âge de régner en 855, il commence à mal ressentir la domination de sa mère et de Théoctiste. Avec le soutien de ses oncles Bardas et Petronas, Michel s'empare de Théoctiste et le tue à la fin de l'année 855, andis que Petronas entreprend d'isoler l'impératrice byzantine et ses filles dans un monastère.
Bardas est élevé à la dignité de césar et possède le contrôle effectif du gouvernement de l'Empire byzantin. Il agit alors avec une énergie et une habileté remarquable. Parmi ses décisions les plus importantes figure la posture agressive qu'il adopte contre les Arabes en Orient. Petronas est nommé stratège du thème des Thracésiens. Lors de sa première campagne contre les Pauliciens de Téphrikè en 856, il pille les terres de l'émirat de Mélitène et des Pauliciens de Samosate et d'Amida,. Il est alors le général byzantin à pénétrer le plus profondément en territoire arabe depuis les conquêtes musulmanes et il revient victorieux avec de nombreux prisonniers. 

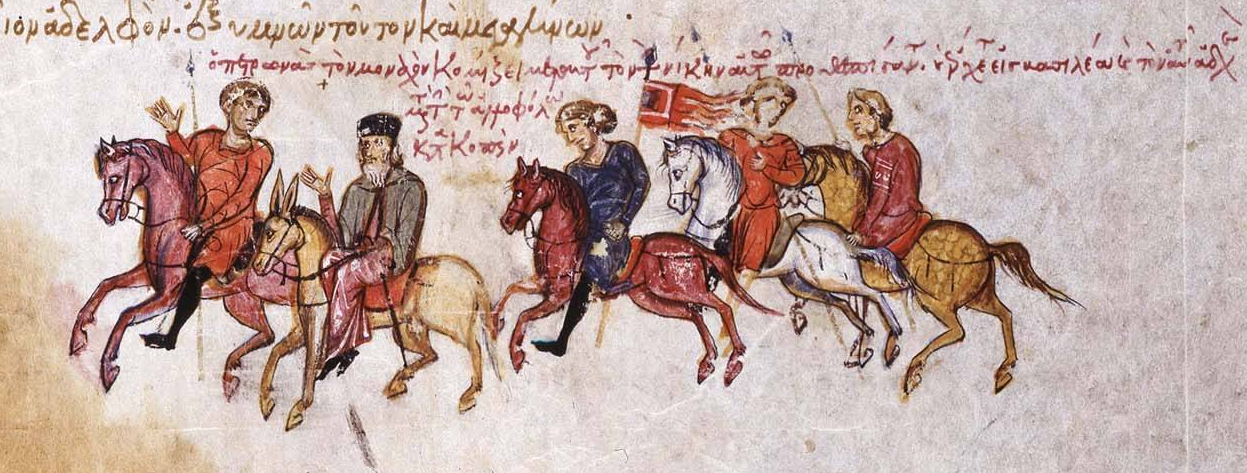
Petronas (tout à gauche) avec le moine Jean qui prédit la victoire de Poson. Illustration tiré du manuscrit Skylitzès.

En 863, une armée arabe conduite par l'émir de Mélitène Omar al-Aqta pénètre profondément en territoire byzantin. Elle atteint la mer Noire à Amisos. Petronas est placé à la tête des troupes byzantines et grâce à un brillant effort de coordination, trois corps séparés parviennent à converger sur l'armée arabe pour l'encercler et la détruire lors de la bataille de Poson le 3 septembre 863. Petronas amène la tête de son ennemi vaincu à Constantinople où il est honoré par son neveu par le biais d'une entrée triomphale. Peu après, il est élevé aux rangs de magistros et de domestique des Scholes.
La défaite des Arabes et de leurs alliés pauliciens est un tournant dans les guerres arabo-byzantines. Grâce à cette victoire, Petronas et Bardas sont capables de sécuriser leurs frontières orientales, de renforcer l'Empire byzantin et de préparer le terrain pour les conquêtes du Xe siècle. Les chroniqueurs byzantins ajoutent que le général victorieux ne survit pas très longtemps à la bataille de Poson. Une hagiographie écrite par un contemporain proclame que Petronas meurt le même jour que Saint Antoine le Jeune, son frère spirituel, deux ans et deux mois après la déroute des armées arabes. Il est enterré dans monastère de Gastria où son tombeau est placé à l'opposé de celui de sa sœur l'impératrice Théodora et de ses nièces.